# Одом, Лианна
Лианна Ланея Одом (англ. Leaonna Laneah Odom; родилась 26 марта 1998 года, Ломпок, штат Калифорния, США) — американская профессиональная баскетболистка, выступавшая в женской национальной баскетбольной ассоциации (ВНБА) за клуб «Нью-Йорк Либерти», которым была выбрана на драфте ВНБА 2020 года во втором раунде под общим пятнадцатым номером. Играет на позиции лёгкого форварда.

## Ранние годы
Лианна родилась 26 марта 1998 года в городе Ломпок, штат Калифорния, в семье Антрелла и Денитты Одом. Первый сезон училась в городке Лос-Аламитос в одноимённой средней школе, второй — в городе Санта-Ана в средней школе Матер-Деи, а последние два — в городе Лос-Анджелес в подготовительном колледже Шаминад, в котором выступала за местную баскетбольную команду.